# Les Désaxés (groupe)
Pour les articles homonymes, voir Les Désaxés.
Les Désaxés est un groupe de rock français. Le groupe, actif dans les années 1980, se composait de Hervé Zerrouk (chant, guitare), Pierre Mikaïloff (guitare), Yanick Musy (basse) et François Montgaillard (batterie).

## Biographie

### Débuts (1981-1986)
Yanick Musy et François Montgaillard se sont connus à l'école maternelle. Ensemble ils découvrent le rock 'n' roll et la culture qui va de pair. La vague punk les fait basculer de single fans à acteurs. Le premier commence à jouer de la basse, tandis que le second devient batteur. Lorsque survient l'explosion du rockabilly au début des années 1980, ils rejoignent les Boppin' Cats, qui sortiront un unique 45 tours 2 titres sur le label Savas.
La vague rockabilly passée, Yannick et François montent Les Désaxés avec un éphémère guitariste, tout en cherchant un auteur-compositeur qui soit capable de prendre la tête du groupe et de construire son répertoire. En 1981, grâce à une petite annonce laissée dans un magasin de disques des Puces de Clignancourt, ils font la connaissance d'Hervé Zerrouk et commencent aussitôt à donner des concerts, à quatre, puis bientôt en trio, le précédent guitariste n'arrivant pas à s'intégrer au nouveau répertoire.
Début 1982, après une chronique élogieuse d'un de leurs concerts au Gibus par Thierry Chatain dans Rock & Folk, ils passent une nouvelle annonce dans la presse rock pour recruter un guitariste capable de s'adapter à leur répertoire sous double influence sixties et punk rock. Pierre Mikaïloff répond à l'annonce en juin 1982 et est immédiatement engagé, avec pour consigne d'apprendre le répertoire en urgence, un concert étant programmé une semaine plus tard lors d'un festival dans l'Essonne. Début juillet, Les Désaxés jouent une fois de plus au Gibus, qui devient pour un temps leur fief, mais cette fois en première de Sylvain Sylvain, ex-New York Dolls. Désormais Les Désaxés enchaînent les concerts, souvent à Paris, quelquefois en province, notamment au Bandit, à Strasbourg, club de rock renommé de l'époque, et dans le Nord où ils commencent à se créer un following[Quoi ?].
En 1983, une démo produite par Éric Débris (l'un des fondateurs de Métal Urbain et figure majeure de la scène punk) leur permet de signer chez Réflexes, le label fraîchement monté par Patrice Fabien (qui, en tant que directeur artistique, a produit Shakin' Street, Blessed Virgins, WC3, Patrick Eudeline et Edith Nylon, pour CBS). Chez Réflexes, Les Désaxés se retrouvent au milieu d’une scène vivante et diverse, qui va des Ablettes aux Infidèles, sans oublier Les Bandits, Ricky Amigos, Tina et les Fairlanes, Grise Romance ou les Corps Caverneux (avec qui Pierre Mikaïloff enregistrera un 45 tours). Un premier single sort fin 1983, Juste 15 ans, recueillant un succès d'estime. Les Désaxés obtiennent de nombreux passages radio et télévisés avec Tout ce que je veux, leur deuxième 45 tours, qui est un des hits de l'hiver 1985. Yves Bigot, sur Europe 1, devient un fervent supporter de leur pop mélodique aux références sixties.
À l'été 1985, ils publient leur unique album, un « sept titres » enregistré en public au Rose Bonbon et toujours réalisé par Patrice Fabien. De bonnes chroniques dans la presse et une tournée française appuient sa sortie, mais le disque se vend peu en raison d'une brouille intervenue entre le label Réflexes et son distributeur EMI. On retrouvera toutefois ce disque cité, en 2005, dans un numéro spécial « Pop en France » des Inrockuptibles, parmi une sélection de 75 albums représentatifs de la pop française des décennies 1980 et 1990.

### Dernières activités (1986-1990)
À l'automne 1986, les éditions Polygram, dirigées alors par Thierry Haupais, signent le groupe en édition et en production et l'envoient enregistrer deux titres au Jacob's Studio, en Angleterre, sous la direction d'Éric Clermontet — futur producteur d'Alain Bashung, période Osez Joséphine. Phonogram récupère le contrat de production, les signe sur le label Philips,, et sort un premier 45 tours, ainsi qu'un EP, où figurent les titres Celle que je préfère et Les jours impairs. Les deux titres figurent sur la bande-son — ainsi que plusieurs chansons inédites des Désaxés — du film de Jean-Louis Daniel, Septième Ciel, avec Fiona Gélin, Sylvie Joly et Jean-Pierre Kalfon. Tourné au cours du quatrième trimestre 1986, ce long-métrage ne sort en salles que début 1988,.
En 1987, Les Désaxés sont engagés par RMC pour la tournée d'été que la station de radio organise chaque année le long des côtes françaises. Certains soirs, le groupe joue devant plus de 35 000 spectateurs[réf. nécessaire]. Les concerts sont gratuits et en plein air, et extrêmement bien promus par la station. Malgré ces débuts prometteurs, la collaboration avec Phonogram ne tient pas ses promesses, et à l'heure du premier bilan, les chiffres de vente son décevants. Le deuxième single Philips, Tu penses à autre chose, réalisé par Vincent Frèrebeau — fondateur du label Tôt ou tard — dans les légendaires studios Pathé-Marconi à Boulogne, est un échec commercial — la promotion est abandonnée au bout d'une semaine. Philips utilise ce mauvais résultat comme prétexte pour repousser l'enregistrement d'un album de plus en plus hypothétique.
Le dernier concert des Désaxés a lieu le 27 octobre 1989 au centre culturel Jacques Brel de Saran, près d'Orléans. Suivront d'ultimes maquettes pour tenter de retrouver un label, mais les membres du groupe, désabusés et usés après huit ans d'aventures, se séparent en 1990. Yanick Musy et François Montgaillard abandonnent la musique. Hervé Zerrouk réalise deux albums sous son nom, Désaxé en 1995 (Média 7), et Des hommes comme nous en 1998 (Trois jeunes tambours / Atmosphériques). Pierre Mikaïloff, après avoir enregistré et tourné avec divers artistes dont Hervé Zerrouk, Jean-Philippe Geoffrey et Jacno, est aujourd'hui écrivain et a publié une vingtaine d'ouvrages.

### Éphémère apparition (2013)
Le 12 décembre 2013, Hervé Zerrouk et Pierre Mikaïloff rejoignent le groupe Aline sur la scène de La Flèche d'or à Paris pour reprendre Tout ce que je veux.

## Membres

### Derniers membres
- Hervé Zerrouk — guitare, chant
- Pierre Mikaïloff — guitare
- Yanik Musy — basse
- François Montgaillard — batterie

Les Désaxés à Orléans en mai 1985
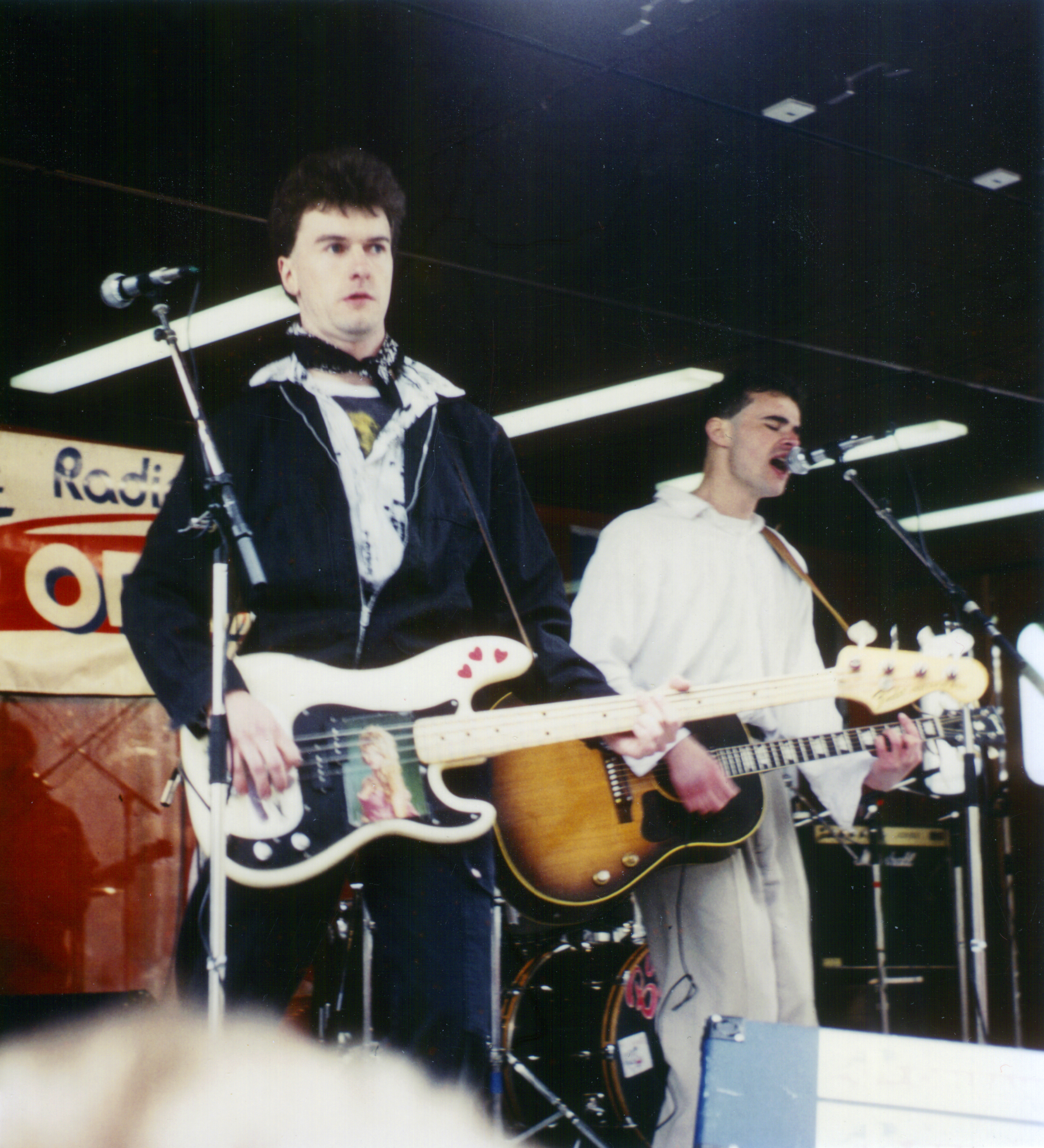
Yanik Musy (basse) et Hervé Zerrouk (guitare et chant).
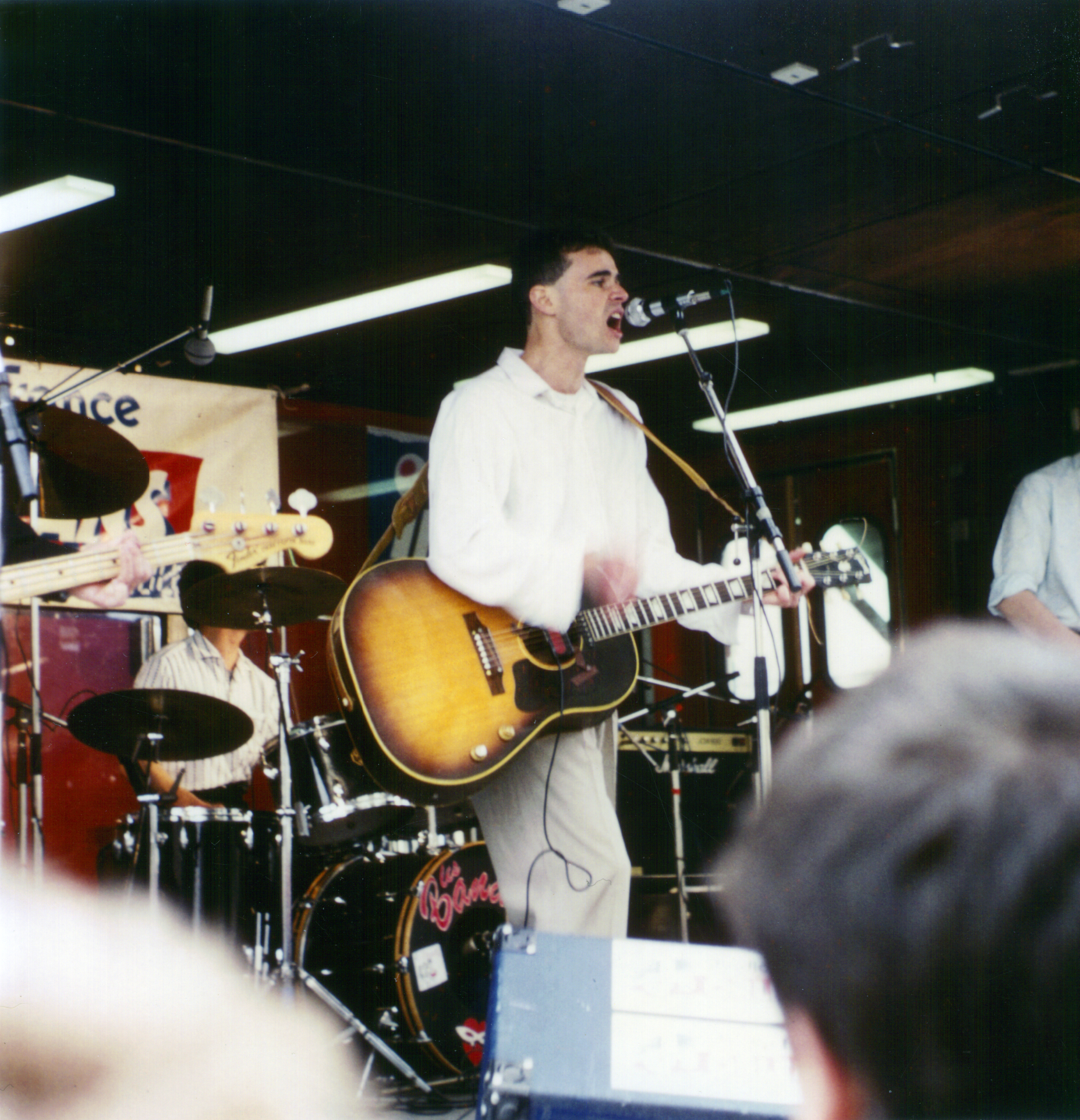
Hervé Zerrouk.
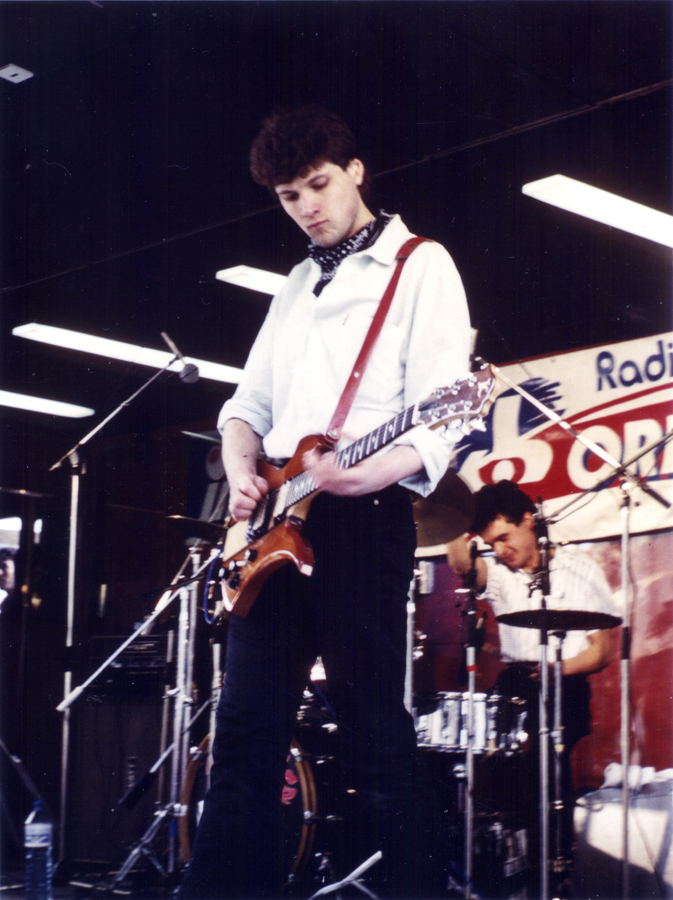
Pierre Mikailoff (guitare) et François Montgaillard (batterie).

### Ancien membre
- Karim (1981-1982)

## Discographie
- 1983 : Juste 15 ans / Teenagers électriques (45 tours, Réflexes)
- 1984 : Terrains vagues (live), sur la compilation Festival rock de Sully-Sur-Loire (artistes divers) (33 tours, FLVM)
- 1984 : Tout ce que je veux / Toutes ces filles (45 tours, Réflexes)
- 1985 : Elles sont toutes un peu folles / Les Soirs d'été / De retour dans la ville / Je veux qu'elle revienne / Teenagers électriques / Bien d'autres choses encore / Poly Magoo (mini-album, enregistrement public au Rose Bonbon (Réflexes)
- 1986 : Je ne suis plus si malheureux / Paris au soleil (45 tours, Réflexes)
- 1987 : Celle que je préfère / Les Jours impairs (45 tours et maxi 45 tours, Philips, pour le film de Jean-Louis Daniel Septième ciel)
- 1988 : Tu penses à autre chose / Cette fille n'est pas sérieuse / Romance électrique (45 tours, maxi 45 tours et CD promo, Philips)